# The Ice Pirates
The Ice Pirates é um filme estadunidense de 1984, do gênero comédia de aventura, ação e ficção científica, dirigido por Stewart Raffill para a Metro-Goldwyn-Mayer.

## Enredo
A trama se passa num futuro em que um tirano controla todas as reservas de água do planeta, enviando para o espaço imensos blocos de gelo para mantê-la escassa. Para resgatar a única esperança de vida, os habitantes buscam a ajuda de piratas espaciais. 

## Elenco
- Robert Urich - Jason
- Mary Crosby - princesa Karina
- Michael D. Roberts - Roscoe
- Anjelica Huston - Maida
- John Matuszak - Killjoy
- Ron Perlman - Zeno
- John Carradine - comte. supremo
- Natalie Core - Nanny
- Bruce Vilanch - Wendon
- Alan Caillou - conde Paisley
- Marcia Lewis - srta. Sapo
- Robert Symonds - Lanky Nibs
- Gary Brockette - Percy o robô